# Sydney Tamiia Poitier

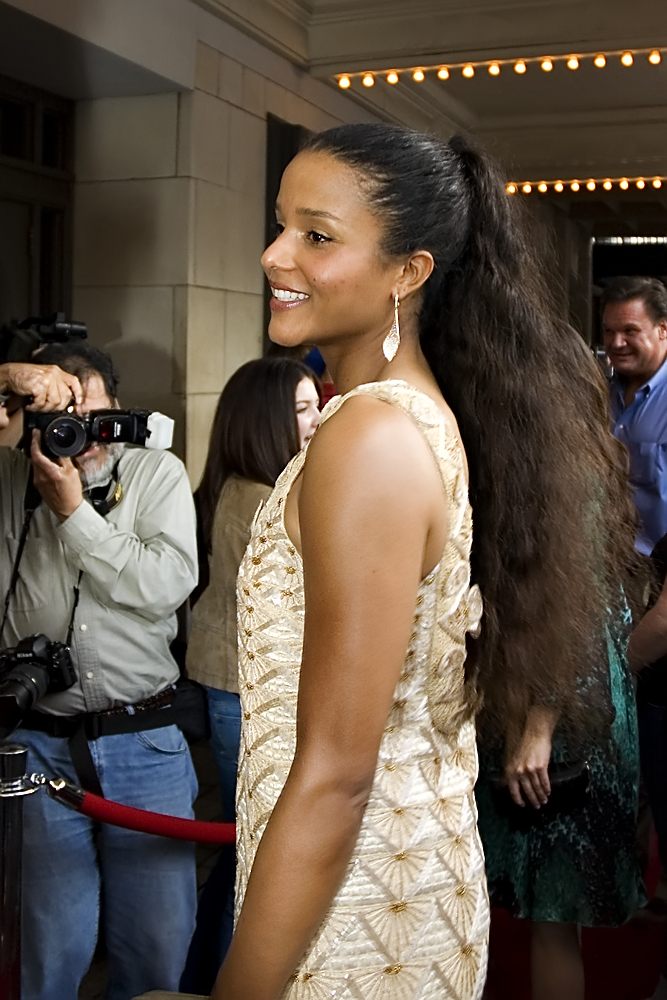
Poitier w 2007 roku

Sydney Tamiia Poitier (ur. 15 listopada 1973 w Los Angeles) – amerykańska aktorka, córka pary aktorskiej Sidneya Poitier i Joanny Shimkus.

## Filmografia
- 2008 Blues – Dee

Knight Rider – Carrie Rivai
- 2007 Grindhouse: Death Proof (Death Proof) – Jungle Julia

Kobieta idealna (The List) – Cecile
- 2006 Piekielne sąsiedztwo (Hood of Horror) – Wanda

I'm Perfect – Cecile
- 2005 Nine Lives – Vanessa
- 2004 The Devil Cats – Hellena Handbasket
- 2001 Happy Birthday – Hannah

MacArthur Park – Linda
Na krawędzi (On the Edge)
- 1999 Prawdziwa zbrodnia (True Crime) – Jane March

Ucieczka z Edenu (Free of Eden) – Nicole Turner
Arka Noego (Noah's Ark) – Estera
- 1998 Park Day – Sophia Johnson

### Seriale TV
- 2008 Nieustraszony – Carrie Rivai
- 2005 Chirurdzy (Grey's Anatomy) – Deborah
- 2004-2007 Weronika Mars (Veronica Mars) – Mallory Dent
- 2003 Abby – Abigail "Abby" Walker
- 2003-2005 Joan z Arkadii (Joan of Arcadia) – Rebecca Askew
- 2002-2003 Strefa mroku – dr Leslie Coburn
- 2001 Na starcie (First Years) – Riley Kessler